# Seminário das Missões de Cernache do Bonjardim
Seminário das Missões de Cernache do Bonjardim, inicialmente designado por Real Colégio das Missões Ultramarinas, é uma instituição de ensino religioso localizada na Rua dos Pinheiros, em Cernache do Bonjardim destinada a formar missionários católicos. 
Está classificado como Monumento de Interesse Público, desde 2015. 

## História
A instituição foi criada por decreto de 10 de março de 1791, do rei D. João VI de Portugal, para preparar sacerdotes para o Grão-Priorado do Crato, tendo ao longo da sua história sofrido profundas mutações em resultado das mudanças políticas que afectaram as relações entre a Igreja Católica e o Estado Português. 
A instituição conta entre os seus antigos alunos várias personalidades de relevo na vida religiosa e política, sendo considerado a principal instituição missionária em Portugal.

## Edifício
Possui uma igreja dedicada a São João Baptista. Os retábulos principal e laterais foram pintadas em 1804 por Pedro Alexandrino, e as tábuas são da autoria de Bento Coelho da Silveira, provenientes do Mosteiro de Chelas.